# Lespesia dubia
Lespesia dubia är en tvåvingeart som först beskrevs av Samuel Wendell Williston  1889.  Lespesia dubia ingår i släktet Lespesia och familjen parasitflugor. Inga underarter finns listade i Catalogue of Life.